# Oredezj
De Oredezj (Russisch: О́редеж) is een Russische rivier in het zuidwesten van de oblast Leningrad. Het is een rechter zijrivier van de Loega. In 1948 werden er in het bovendeel van de rivier een reeks hydro-elektrische centrales gebouwd.
De rivier is 192 km lang, de breedte 25-30 meter en de diepte 1,5-2 meter. Het afwateringsgebied is 3220 km². De belangrijkste zijrivier is de Soejda.
De bron bevindt zich in het Kjoerljevski-Karjermeer in het oosten van het Volosovski District. De monding in de Loega is bij het dorp Ploskoje.
De stedelijke vestigingen Siverski, Viritsa, en Druzjnaja Gorka, en een deel van het natuurreservaat Msjinskoje Boloto Zakaznik liggen in het afwateringsgebied van de Oredezj.
- Gemeinsame Normdatei: 1035198738
- Virtual International Authority File: 303201993